# Grafton Elliot Smith
Grafton Elliot Smith (Grafton, 15 agosto 1871 – Broadstairs, 1º gennaio 1937) è stato un anatomista ed egittologo britannico sostenitore della visione iperdiffusionista della preistoria.
Grafton credeva nell'idea che le innovazioni culturali si verificassero solo una volta e che si diffondono geograficamente. Sulla base di questo, ha tracciato le origini di molte pratiche culturali e tradizionali in tutto il mondo, incluso il Nuovo Mondo, a idee che riteneva venissero dall'Egitto e in alcuni casi dall'Asia. Esperto di anatomia cerebrale, fu il primo a studiare le mummie egiziane usando tecniche radiologiche. Si interessò agli umanoidi estinti e fu coinvolto in controversie sull'autenticità dell'uomo di Piltdown.